# La vida moderna de Rocko: Cambio de chip
La vida moderna de Rocko: Cambio de chip (en inglés Rocko's Modern Life: Static Cling) es una película animada estadounidense basada en la serie de Nickelodeon de Joe Murray La vida moderna de Rocko. Estrenada en Netflix en el 9 de agosto de 2019.

## Argumento
Luego de que la casa de Rocko fuese lanzada al espacio, Rocko, Heffer, Filburt y Spunky han pasado a la deriva los últimos 20 años haciendo nada más que ver viejos episodios en VHS de Los Cabezagorda, su caricatura favorita. Pasando cerca de la Tierra, Filburt nota que el control remoto del cohete, que mantiene la casa en el espacio, ha estado atascado en el trasero de Heffer todos esos años. Finalmente lo usan para re-ingresar a la Tierra, y aterrizando de vuelta en O-Town, en donde descubren los cambios dramáticos y completa modernización que ha sufrido en 20 años, como los teléfonos inteligentes, películas e impresiones 3-D, vehículos con energía alternativa, la explotación de bebidas energizantes, comida vegana, etc. Heffer y Filburt se adaptan rápidamente a la nueva tecnología, pero Rocko se ve abrumado ante todos estos cambios, y se encierra en su casa. Su antigua vecina, Bev Cabezagrande, le da la bienvenida de vuelta a la Tierra, pero cuando Rocko trata de buscar el show de Los Cabezagorda en TV, Bev le dice que ha estado fuera del aire desde hace muchos años, para horror de Rocko.
Mientras tanto, Ed Cabezagrande, aún empleado de Conglom-O, se muestra alguien muy dedicado a su trabajo y jovial (esto debido a la ausencia de Rocko), llevando la contabilidad de la empresa, sin embargo, el re-ingreso de Rocko a la Tierra causa que las cifras en la calculadora se descuadren, lo que produce un desplome y la bancarrota de la empresa, junto con la economía total de O-Town. Ed es despedido y su casa estará sujeta a demolición para el día siguiente. Rocko se reencuentra con Ed y le sugiere regresar a Conglom-O para tratar de convencer al Sr. Dupette (el jefe) de hacer un reboot de Los Cabezagorda, ya que aún posee una gran fanaticada que podría traer ganancias sustanciosas y salvar la empresa y la ciudad. Dupette acepta y recontrata a Ed, a la vez de llamar a los Hermanos Camaleón, Chuck y León, para producir la nueva serie. Rocko no se siente a gusto con la idea y teme que lo arruinen todo, pues sabe que el único capaz de reavivar la serie correctamente es su creador original e hijo de Ed y Bev: Ralph Cabezagrande, quién ha estado desaparecido por años en un viaje de "autodescubrimiento". Usando un sofá amarrado a un drone, Rocko, Heffer y Filburt parten en un viaje alrededor del mundo en busca de Ralph. Finalmente el drone se queda sin baterías, y los tres terminan varados en un desierto, en donde afortunadamente se topan con Ralph Cabezagrande, quién ahora conduce un camión de helados con temática de los Cabezagorda. Pero, la mayor sorpresa para ellos, es que Ralph se ha hecho cambio de género, ahora siendo Rachel Cabezagrande. Rocko le pide a Rachel regresar a O-Town para traer de vuelta a los Cabezagorda; aunque al principio se niega, cambia de parecer al descubrir que sus padres perderán su casa.
De vuelta en Conglom-O, Dupette rechaza una versión espantosa en CGI de los Cabezagorda que los hermanos Camaleón y su equipo han hecho, por lo que los despide y decide contratar a Rachel, sin embargo, al reencontrarse con Ed, este último no puede creer el cambio en su hijo (ahora hija), y lo rechaza muy decepcionado diciendo "No tener una hija". Rachel se va de nuevo de la ciudad, ahora sumida en la ruina. Rocko también se retira muy triste, sin embargo, las palabras de Ed inspiran de alguna forma a Rachel, quién en su camión posee todo un equipo de animación, y se pone a trabajar en los Cabezagorda. Rocko se reúne con Ed en su casa ahora demolida, y ambos comparten su miedo y resistencia al cambio, cuando la "Nube del Cambio" aparece y les enseña a ambos como a veces el cambio total en sus vidas puede ser la llave a la felicidad. Rocko recibe una llamada de Heffer y Filburt, quiénes le hablan de la premier del nuevo especial de Los Cabezagorda en Conglom-O. Aunque Ed se rehúsa a ir, Rocko lo arrastra a la fuerza. Ya en la presentación, se muestra que Rachel ha agregado a un nuevo personaje: El Bebé Cabezagorda. Todos en la audiencia les encanta, menos a Rocko. Aun así, el especial es un éxito y Conglom-O logra hacer una fortuna con las ganancias. Ed, al ver que el especial de los Cabezagorda está basado en experiencias de su propia familia, se conmueve y se reconcilia con Rachel.
Rocko muestra furiosamente su desaprobación hacia el especial de los Cabezagorda, señalando lo diferentes que son de los originales, pero Ed le hace ver que el cambio es parte de la vida y debe sacar provecho de ello, convenciendo a Rocko finalmente. El cohete que llevó la casa de Rocko al espacio, ha estado volando descontroladamente, chocando con el edificio de Conglom-O y lanzándolo al espacio junto con el Sr. Dupette, mientras que el dinero ganado del especial llueve sobre toda la ciudad, salvándola de la bancarrota. Filburt vuelve a reunirse con su esposa, la Doctora Paula Hutchison, y sus cuatro hijos. Rachel, junto a Ed y Bev deciden irse para comenzar una nueva vida en el camión de helados mientras la casa de ellos se renueva y Rocko finalmente se queda solo.

## Elenco
| Personajes                                                      | Actor/Actriz de voz original (Estados Unidos) | Actor/Actriz de doblaje (México) |
| --------------------------------------------------------------- | --------------------------------------------- | -------------------------------- |
| Rocko Rama                                                      | Carlos Alazraqui                              | Gabriel Gama                     |
| Heffer Wolfe                                                    | Tom Kenny                                     | Roberto Carrillo                 |
| Filburt Shellbach                                               | Mr. Lawrence                                  | Ernesto Lezama                   |
| Leon el Camaleón                                                | Carlos Alazraqui                              | Alan Prieto                      |
| Chuck el Camaleón                                               | Tom Kenny                                     | Carlos del Campo                 |
| Ed Cabeza Grande (Hispanoamérica) / Ed Cabezón (España)         | Charlie Adler                                 | Gabriel Chávez                   |
| Bev Cabeza Grande (Hispanoamérica) / Bev Cabezón (España)       | Charlie Adler                                 | Magda Giner                      |
| Sr. Cabeza Gorda (Hispanoamérica) / Sr. Cabezota (España)       | Charlie Adler                                 | Miguel Ángel Ghigliazza          |
| Sra. Cabeza Gorda (Hispanoamérica) / Sra. Cabezota (España)     | Charlie Adler                                 | Yolanda Vidal                    |
| Dra. Paula Hutchison                                            | Linda Wallem                                  | Mónica Moreno                    |
| Rachel Cabeza Grande (Hispanoamérica) / Rachel Cabezón (España) | Joe Murray                                    | Alfonso Obregón                  |
| Ruidosa (Hispanoamérica y España)                               | Jill Talley                                   | Toni Rodríguez                   |
| Vendedora de Schlam-O (Hispanoamérica y España)                 | Jill Talley                                   | Diana Pérez                      |
| Vaquero                                                         | Steve Little                                  | Eduardo Tejedo                   |
| Vendedor de Almohadas                                           | Cosmo Segurson                                | Jorge Santos                     |

## Producción
En septiembre de 2015, Nickelodeon declaró que algunas de sus antiguas propiedades estaban siendo consideradas para reactivaciones, y que La vida moderna de Rocko era una de ellas.
El 11 de agosto de 2016, Nickelodeon anunció que habían dado luz verde a un especial de televisión de una hora, con Joe Murray como productor ejecutivo. Murray reveló a Motherboard que en el especial, Rocko volverá a O-Town después de estar en el espacio durante 20 años, y que se centrará en la confianza de las personas en la tecnología moderna. El 22 de junio de 2017, se anunció que el título del especial sería La vida moderna de Rocko: Estática, y reconfirmó que todo el elenco principal y el elenco recurrente volverían a interpretar sus papeles, junto con los nuevos actores de voz Steve Little y el codirector Cosmo Serguson. Se lanzó un adelanto especial para coincidir con el panel de Rocko en 
la San Diego Comic Con en 2017. El mismo clip se subió a YouTube el 20 de julio de 2017.
En el especial, se revela que Rachel Cabezagrande, previamente conocida como Ralph Cabezagrande, es transgénero. Murray declaró que la temática del especial, que es acerca de aceptar los cambios, hizo la inclusión de un personaje trans y tener a otros aceptando su cambio se sintió natural como parte de la historia. A sugerencia de Nickelodeon, el equipo de Murray trabajó con la Alianza Gay y Lésbica Contra La Difamación (GLAAD) para ayudar a que la representación fuera respetuosa a los individuos transgénero mientras encajara en la comedia de la serie.

## Recepción
Desde el 10 de agosto de 2019, el especial tiene una calificación de 100% en Rotten Tomatoes con base en 8 reseñas. Desde su lanzamiento, el manejo de la película con respecto al concepto del cambio, la identidad transgénero, y la nostalgia ha sido aplaudido por la crítica, algunos medios diciendo que es progresivo y un "enorme paso" para Nickelodeon. Kevin Johnson de AV Club le dio al especial un "A-" llamándolo un "astuto y más poderoso, más resonante pedazo de sátira que la reputación general de la serie," refiriéndose al montón de humor explícito que los fanáticos recordaban de la serie, y especialmente aplaudiendo la meta-línea de trama de los reinicios.